# 120er v. Chr.

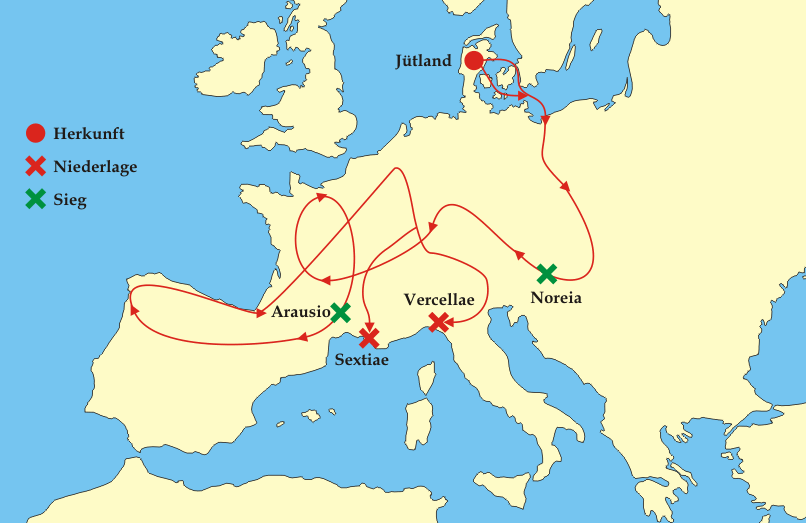
Wanderzüge der Kimbern und Teutonen

Portal Geschichte | Portal Biografien | Aktuelle Ereignisse | Jahreskalender | Tagesartikel

◄ |
1. Jahrtausend v. Chr. |

◄ |
3. Jh. v. Chr. |
2. Jahrhundert v. Chr. |
1. Jh. v. Chr. |
►

◄ | 150er v. Chr. | 140er v. Chr. | 130er v. Chr. | 120er v. Chr. |
110er v. Chr. |
100er v. Chr. |
90er v. Chr. |
►

129 v. Chr. |
128 v. Chr. |
127 v. Chr. |
126 v. Chr. |
125 v. Chr. |
124 v. Chr. |
123 v. Chr. |
122 v. Chr. |
121 v. Chr. |
120 v. Chr.

## Ereignisse
- 122 v. Chr.: Das Ackergesetz des Volkstribuns Gaius Sempronius Gracchus scheitert. Gaius wird 121 v. Chr. ermordet.
- 120 v. Chr.: Kimbern und Teutonen ziehen von Jütland und Norddeutschland gen Süden.
- Der Tempel des Hercules Victor wird in Rom gebaut.

## Technik
- Das Wasserrad wird als Antrieb für Mühlen verwendet.